# Níveo Herdade
Níveo José Ramos Herdade übernahm vom 15. Juli 1974 bis zum 14. November 1974 den Posten des portugiesischen Gouverneurs der Überseeprovinz Portugiesisch-Timor als Governador delegate (deutsch beauftragter Gouverneur).

## Hintergrund
Im März 1961 war Herdade als Hauptmann der Infanterie in Bolama in Portugiesisch-Guinea Ajudante-de-campo des Überseeministeriums tätig.
Am 25. April 1974 kam es im Mutterland Portugal zur Nelkenrevolution, die die Diktatur des Estado Novo stürzte. Die neue Regierung bereitete die Unabhängigkeit der Kolonien vor. Der bisherige Gouverneur Fernando Alves Aldeia erklärte am 2. Mai seine Solidarität mit der revolutionären Junta de Salvação Nacional (JSN) und der Movimento das Forças Armadas (MFA) und blieb zunächst weiter im Amt.
Erst am 15. Juli 1974 übergab er die Amtsgeschäfte an Oberstleutnant Níveo Herdade, der nun die Verwaltung als stellvertretender Gouverneur (Governador delegate) leitete, auch wenn es noch bis zum 12. September dauerte, bis der Rücktritt Aldeias von den offiziellen Stellen angenommen wurde. Die Amtsübergabe fand auf dem Flughafen Dilis statt. Aldeia reiste nach der Zeremonie gleich ab.
Herdade war in Portugiesisch-Guinea ein enger Mitarbeiter von General António de Spínola gewesen, der nun die portugiesische Übergangsregierung führte. Herdade hatte in Portugiesisch-Timor Spinolas Politik der sozialen Integration aus Guinea eingeführt. Von Spinola erhielt Herdade den Auftrag Portugiesisch-Timor in eine Föderation mit Portugal zu führen, da man die afrikanischen Kolonien als verloren akzeptieren musste. Herdade stand damit den Vorstellungen der Partei União Democrática Timorense (UDT) nahe, die für die Kolonie eine Zukunft „im Schatten der portugiesischen Flagge“ anstrebte, im Gegensatz zur linksorientierten Associação Social Democrática Timorense (ASDT), die die völlige Unabhängigkeit forderte. Für Herdade war die ASDT eine Rebellenbewegung. Diese galt es aus seiner Sicht zu neutralisieren, weswegen er gegen die Partei vorging. Politische Führer wurden verhaftet und vor Gericht gestellt. Die ASDT wurde später in FRETILIN umbenannt. Doch auch die UDT war mit Herdade nicht zufrieden. Sie kritisierte die „undemokratische Ernennung“ Herdades, die ohne Absprache mit den lokalen Parteien stattfand. Im dauernden Konflikt stand Herdade auch mit Major Arnão Metello, Befehlshaber des lokalen Oberkommandos und offizieller Vertreter der revolutionären Movimento das Forças Armadas (MFA), die hinter der Nelkenrevolution stand. Etwa 25 Offiziere opponierten gegen den diensthabenden Gouverneur. Bei einem Besuch des indonesischen Atambua in Westtimor im September, bei dem er auf den Gouverneur der indonesischen Provinz El Tari traf, betonte Herdade das Selbstbestimmungsrecht der Osttimoresen über ihre Zukunft.
Nach dem Rücktritt Spinolas in Lissabon noch im selben Monat war für Herdade auch klar, dass er seinen Posten räumen musste. Er hatte seine Unterstützung aus dem Mutterland verloren. Am 14. November übernahm als letzter Gouverneur Portugals der aus dem Mutterland angereiste Oberst Mário Lemos Pires das Amt. Herdade begrüßte ihn am Flughafen. Pires hatte nun den Auftrag, dem Willen des timoresischen Volkes betreffs des Status der Kolonie zu folgen.